# Jaime Gutiérrez
Jaime Gutiérrez García (Medellín, 28 de febrero de 1928 - Medellín, 18 de octubre de 2010), conocido popularmente como Manco, fue un futbolista colombiano ampliamente destacado en el Deportes Quindío en la década del 50.

## Trayectoria
Se destacó como el primer goleador "cafetero" reconocido, fue además, el primer futbolista colombiano en consagrarse como goleador de la Categoría Primera A en 1956 jugando para el Atlético Quindío, rompió de esta manera la hegemonía que traían los futbolistas argentinos quienes fueron los goleadores de todos los campeonatos anteriores dentro del profesionalismo colombiano.
Además de jugar en el equipo "cuyabro" lo hizo anteriormente para el Atlético Nacional donde también se destacó por convertir el primer gol en el estadio Atanasio Girardot el 19 de marzo de 1953 marcando en la portería del Alianza Lima peruano.
Jugó, además, para los equipos paisas Huracán e Independiente Medellín. También fue seleccionado colombiano.
Murió en Medellín el lunes 18 de octubre de 2010.